# Castello di Flint

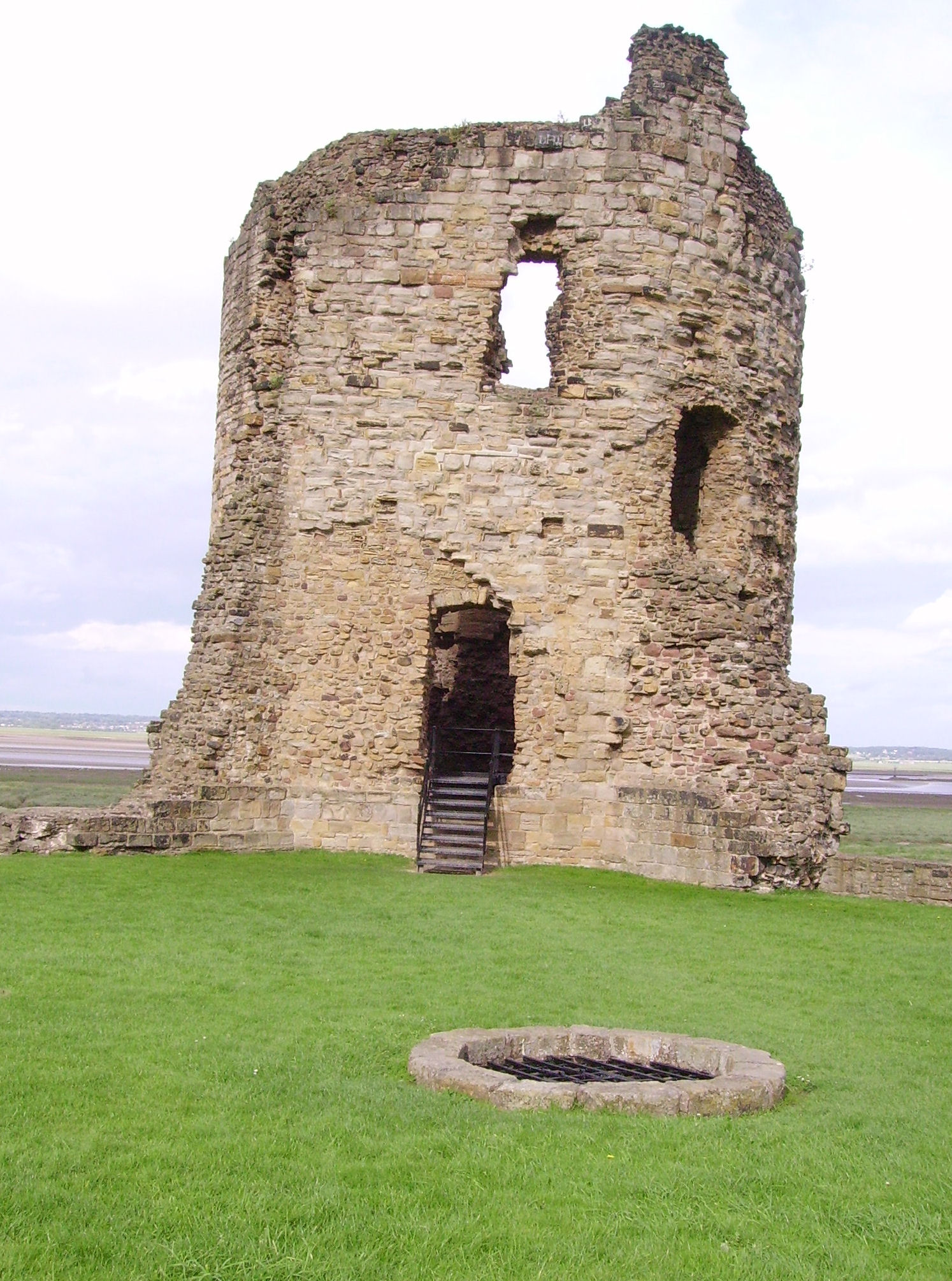
Rovine del castello di Flint

Il castello di Flint (in inglese: Flint Castle; in gallese: Castell y Fflint) è un castello fortificato in rovina della cittadina gallese di Flint, nella contea del Flintshire (Galles nord-orientale), costruito tra la fine degli anni settanta e l'inizio degli anni ottanta del XIII secolo su progetto dell'architetto James of Saint George: è il primo dei castelli fatti costruire in Galles da Edoardo I d'Inghilterra dopo la conquista del Paese.
L'edificio è gestito dal Cadw ed è classificato come castello di primo grado.

## Storia
Edoardo I d'Inghilterra commissionò la costruzione di un castello a Flint nell'estate del 1277 poco dopo la fondazione della città per controbattere all'insurrezione capitanata da Llywelyn ap Gruffudd e per proteggere il Paese da poco conquistato da future invasioni. La struttura voluta da Edoardo I sostituì probabilmente un castello preesistente che risaliva al 1157.
L'incarico di costruire la fortezza fu affidato a Mastro James of Saint George; per la realizzazione del torrione, l'architetto prese a modello la Tour de Constance di Aigues-Mortes. Per la costruzione dell'edificio furono impiegati circa 1850 lavoratori (tra cui circa 200 muratori e 330 carpentieri) e i costi per la realizzazione del castello ammontarono a 8591 sterline.
Solamente cinque anni dopo (quando la costruzione non era ancora completa), segnatamente la domenica delle palme del 1282 il castello venne attaccato di sorpresa dalle truppe gallesi comandate da Dafydd ap Gruffydd: dopo l'iniziale successo gallese, durante la quale la città di Flint era stata data alle fiamme, la rivolta venne però venne alla fine sedata e nei combattimenti rimase ucciso il fratello di Dafydd, Llywelyn ap Gruffudd.
Nei due secoli successivi, il castello di Flint venne utilizzato come edificio per amministrare la nuova contea del Flintshire.
Nel frattempo, nel 1399, il castello di Flint fu il teatro dell'incontro tra Riccardo II e il suo rivale Enrico IV.
Successivamente, il castello cadde in un progressivo stato di rovina: fu tuttavia intrapresa un'opera di restauro a metà del XVII secolo su iniziativa di un proprietario locale, 
Roger Mostyn, che investì 60000 sterline.
Durante la guerra civile inglese, il castello di Flint fu utilizzato a partire dal 1642 dalle truppe fedeli al re, ma nel 1647 venne assediato e demolito dalle truppe parlamentariane e al, termine della guerra, cadde definitivamente in rovina, tanto che alcune delle pietre dell'edificio furono utilizzate per la costruzione di edifici privati.

## Architettura
Il castello si erge lungo l'estuario del fiume Dee ed è realizzato in pietra marrone, rossa e gialla.

## Il castello di Flint nella cultura di massa
- Il castello di Flint è il soggetto di un dipinto di Joseph Mallord William Turner del 1834-1835[10]